# Фридрихувка
Фридрихівка (пол. Frydrychówka) — гірська річка в Польщі, у Вадовицькому повіті Малопольського воєводства. Права притока Вепшувки, (басейн Балтійського моря).

## Опис
Довжина річки 13 км, найкоротша відстань між витоком і гирлом — 10,50  км, коефіцієнт звивистості річки — 1,24 . Формується багатьма безіменними струмками та загатами.

## Розташування
Бере початок на північно-східних схилах гори Вапенниця (531 м) на висоті 480 м над рівнем моря у селі Інвалд (гміна Андрихув). Тече переважно на північний схід через Фрідріховиці, Пшибрадз і впадає у річку Вепшівку, ліву притоку Скави.

## Цікавий факт
- У селі Інвалд річку перетинає автошлях  52 (Бєльсько-Бяла — Кенти — Андрихув — Вадовиці).